# Cmentarz żydowski w Dukli

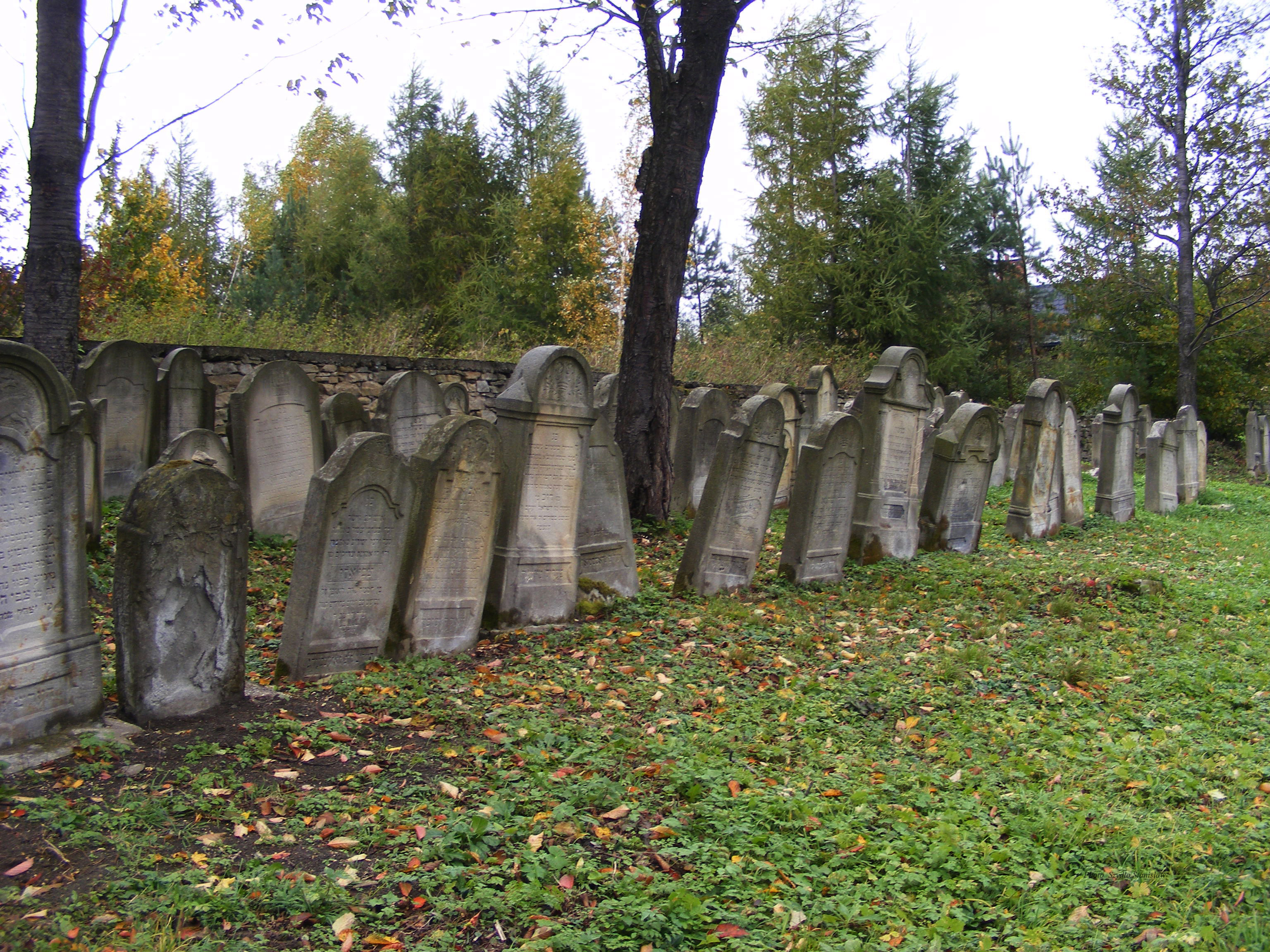
Nowy cmentarz żydowski w Dukli

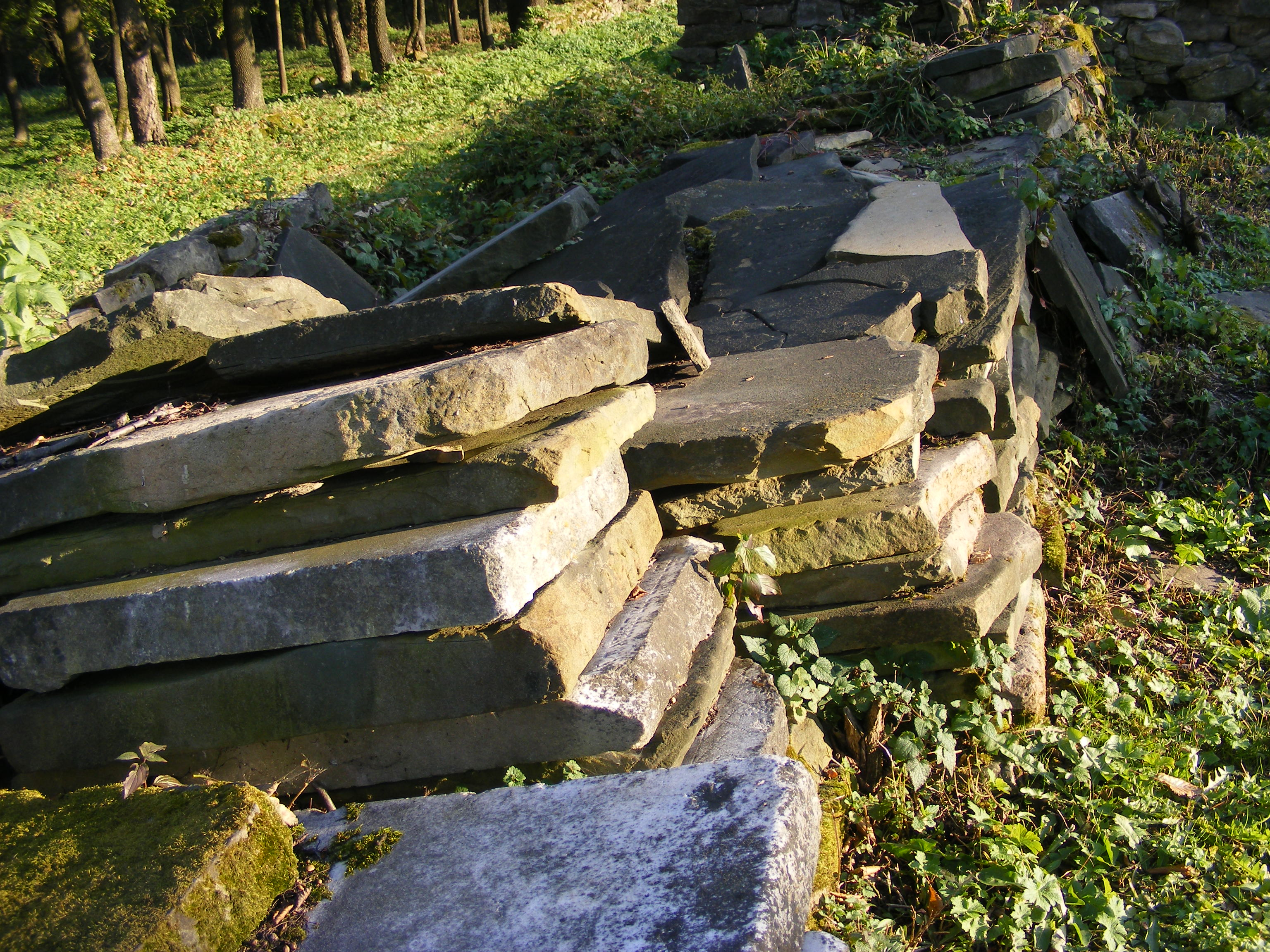
Pryzma macew na nowym cmentarzu żydowskim w Dukli

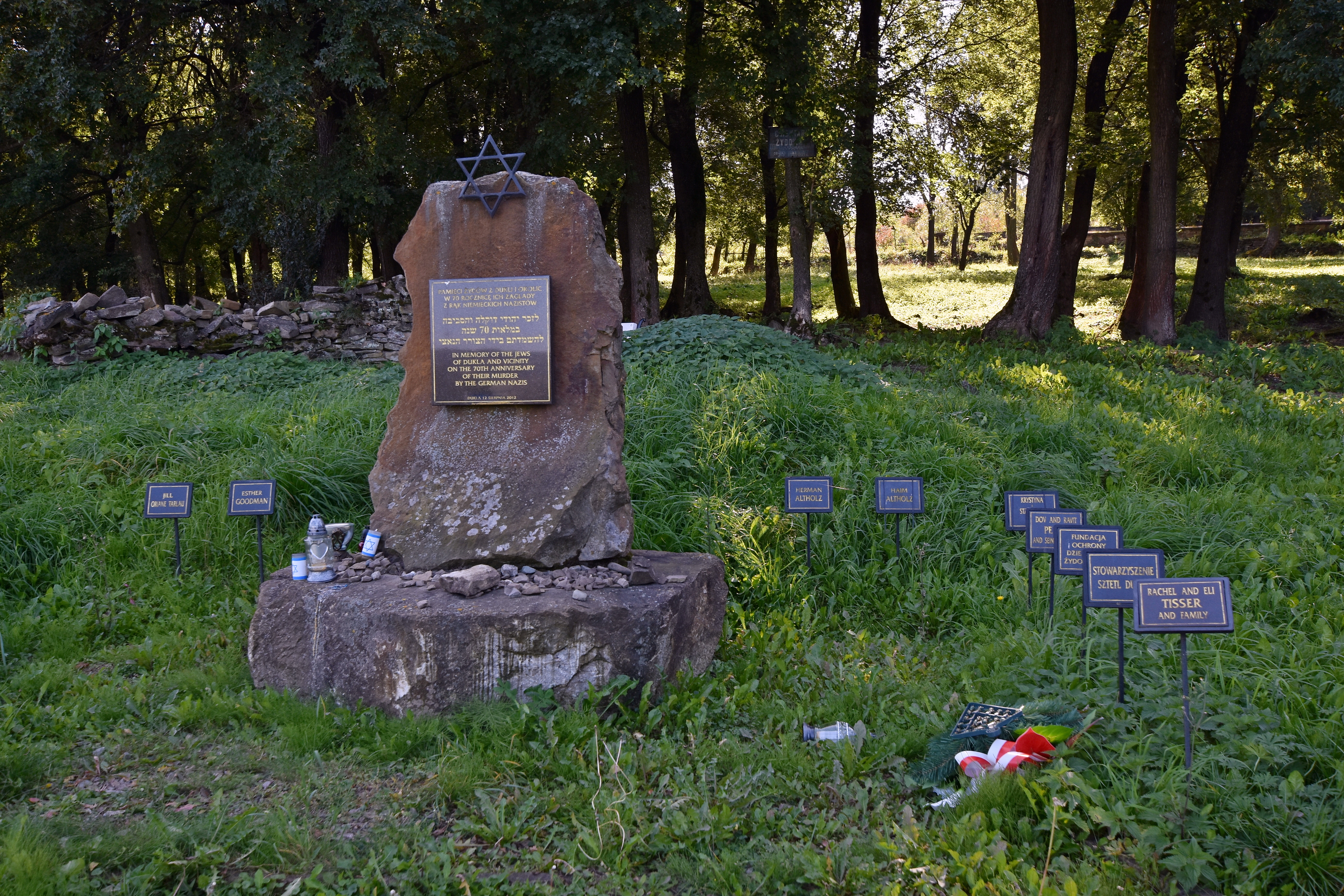
Stary cmentarz żydowski w Dukli

Cmentarz żydowski w Dukli − to cmentarz społeczności żydowskiej niegdyś zamieszkującej Duklę i okoliczne miejscowości podlegające dukielskiemu kahałowi. Jest położony w południowej części miasta przy ulicy Tadeusza Kościuszki. Składa się z dwóch części. Starsza powstała przypuszczalnie w XVIII w., nowszą otworzono w 1870. Zdewastowany przez Niemców w czasie II wojny światowej. W 1989 został wpisany do rejestru zabytków. 

## Położenie
Cmentarz żydowski w Dukli usytuowany jest na południowych obrzeżach miasta przy ulicy Kościuszki. Jego stara część ma formę trapezu i powierzchnię około 0,95 ha, zaś nowa kształt prostokąta i powierzchnię około 0,4 ha.
Stary cmentarz żydowski w Dukli jest od północy i zachodu otoczony niskimi resztkami muru kamiennego. Od południa ograniczony bezimiennym potokiem – dopływem Jasiołki, a od wschodu niewielkim rowem. W północno-wschodnim narożniku znajdują się ruiny domu przedpogrzebowego, którego data powstania jest nieznana. Nowy cmentarz żydowski w Dukli jest ze wszystkich czterech stron otoczony kamiennym murem, który jednak nie jest kompletny i niszczeje. Wejście na nowy cmentarz przez zachowaną bramkę od wschodu. Nie zachował się jakikolwiek ślad po wejściu na stary cmentarz.

## Historia
Stary cmentarz żydowski w Dukli powstał przypuszczalnie na początku XVIII w., zaś nowy w XIX w. i był używany po 1870.
Powstanie starego cmentarza i późniejsze założenie nowego jest ściśle związane z prężnym rozwojem tutejszej gminy żydowskiej, która powstała w 1742. Najwcześniejsze wzmianki o żydowskim osadnictwie w Dukli pochodzą z 1676. W tym czasie jednak, to jest przed powstaniem samodzielnej gminy, dukielscy Żydzi grzebali swych zmarłych w innych pobliskich miejscowościach, które miały kahały i cmentarze − Rymanowie lub Nowym Żmigrodzie. Dopiero powstanie gminy żydowskiej w Dukli pozwoliło na założenie cmentarza. Stary cmentarz zaspokajał potrzeby gminy jeszcze w pierwszej połowie XIX w., kiedy to Żydzi stanowili 51,5% ludności miasta. W 1881 w Dukli żyło 2553 Żydów, co stanowiło 84,2% ogólnej liczby mieszkańców, nie dziwi zatem, że już dekadę wcześniej założono nowy cmentarz, mogący obsłużyć rosnącą społeczność.
Brak jest bliższych informacji na temat cmentarza podczas I wojny światowej. Przypuszczalnie nie ma na nim grobów poległych żydowskich żołnierzy armii austro-węgierskiej
W czasie II wojny światowej Niemcy wywieźli dużą część nagrobków, aby regulować nimi potok w Smerecznem i użyć ich do budowy schodów w tamtejszej strażnicy granicznej. Po wojnie w miejscu strażnicy powstał budynek PGR, lecz obecnie istnieją jedynie ruiny jego fundamentów. 12 lutego 1942 Niemcy zastrzelili na nowym cmentarzu żydowskim w Dukli 11 Żydów. Zostali oni tam pochowani w zbiorowej mogile. Nie jest jasne, czy to jedyna zbiorowa mogiła na tym cmentarzu.
Data ostatniego pochówku na cmentarzu nie jest jasna. Żydowską społeczność Dukli Niemcy zlikwidowali w lipcu 1942, lecz dwustu młodych mężczyzn pozostawiono i wykorzystywano ich jako robotników przymusowych. Do czasu przeniesienia ich do getta w Rzeszowie chorych i słabych rozstrzeliwano i prawdopodobnie grzebano na kirkucie. Nie można także wykluczyć, iż rozstrzelani we wrześniu 1944 w Dukli Żydzi i ukrywający ich w Równem gospodarz zostali pochowani na cmentarzu żydowskim.

## Pochowani na cmentarzu
Wobec braku monograficznego opracowania dotyczącego cmentarza, informacje o pochowanych na nim osobach nie mają waloru pewności i opierają się jedynie na informacjach pośrednich.
- z Dukli pochodziła żona cadyka z Łańcuta Eleazara Szapiro, można zatem przypuszczać, iż są tu pochowani jej rodzice – Jozue Heszel i jego żona
- z Dukli pochodził rabin Józef Samuel Bloch − poseł do Rady Państwa – członek Koła Polskiego, wydawca Österreichischer Wochenschrift − można zatem przypuszczać, że w Dukli pochowani są jego rodzice
- z Dukli pochodzili rodzice Heleny Rubinstein − potentatki przemysłu kosmetycznego – można zatem przypuszczać, iż ich rodzice są pochowani w Dukli
- nie można wykluczyć, iż w Dukli są pochowani tutejsi rabini − Chaim Stroiz, Segal Weisman i Szmul Engel
- z Dukli pochodził rabin Pinchas Hirschsprung − ostatni rabin Dukli, wieloletni rabin w Montrealu – nie można zatem wykluczyć, iż jego rodzice pochowani są w Dukli[12]

## Współczesność
Stan zachowania obu cmentarzy jest różny. Na starym cmentarzu zachowało się wedle różnych danych od kilkudziesięciu, przez około 100, do 200 macew. Na nowym cmentarzu wedle różnych szacunków znajduje się około 160, 200 lub 300 nagrobków. Nagrobki na nowym cmentarzu są w zdecydowanie lepszym stanie niż na starym. Część nagrobków i ich fragmentów na nowym cmentarzu leży na pryzmie w południowo-wschodniej części cmentarza.
W 1989 r. cmentarz został wpisany do rejestru zabytków KOBiDZ pod numerem A-157 z 28.07.1989.
W 2005 Polska Unia Studentów Żydowskich uporządkowała teren cmentarza. Dojście do nekropolii jest oznakowane − w centrum Dukli znakami gminnymi, a w miejscu, w którym należy skręcić z ul. Trakt Węgierski, znakiem Rady Ochrony Pamięci Walk i Męczeństwa.
W 2006 Gmina Wyznaniowa Żydowska w Warszawie wystąpiła o zwrot kilkunastu nieruchomości w Dukli, a w tym cmentarza żydowskiego. Procedura zwrotu nie została jeszcze zakończona.